# Zohra Zemamta
Zohra Zemamta es una deportista argelina que compitió en judo. Ganó una medalla de oro en el Campeonato Africano de Judo de 2002 en la categoría de –57 kg.

## Palmarés internacional
| Campeonato Africano | Campeonato Africano | Campeonato Africano | Campeonato Africano |
| Año                 | Lugar               | Medalla             | Categoría           |
| ------------------- | ------------------- | ------------------- | ------------------- |
| 2002                | El Cairo (Egipto)   | Medalla de oro      | –57 kg              |